# Carlo Pietromarchi

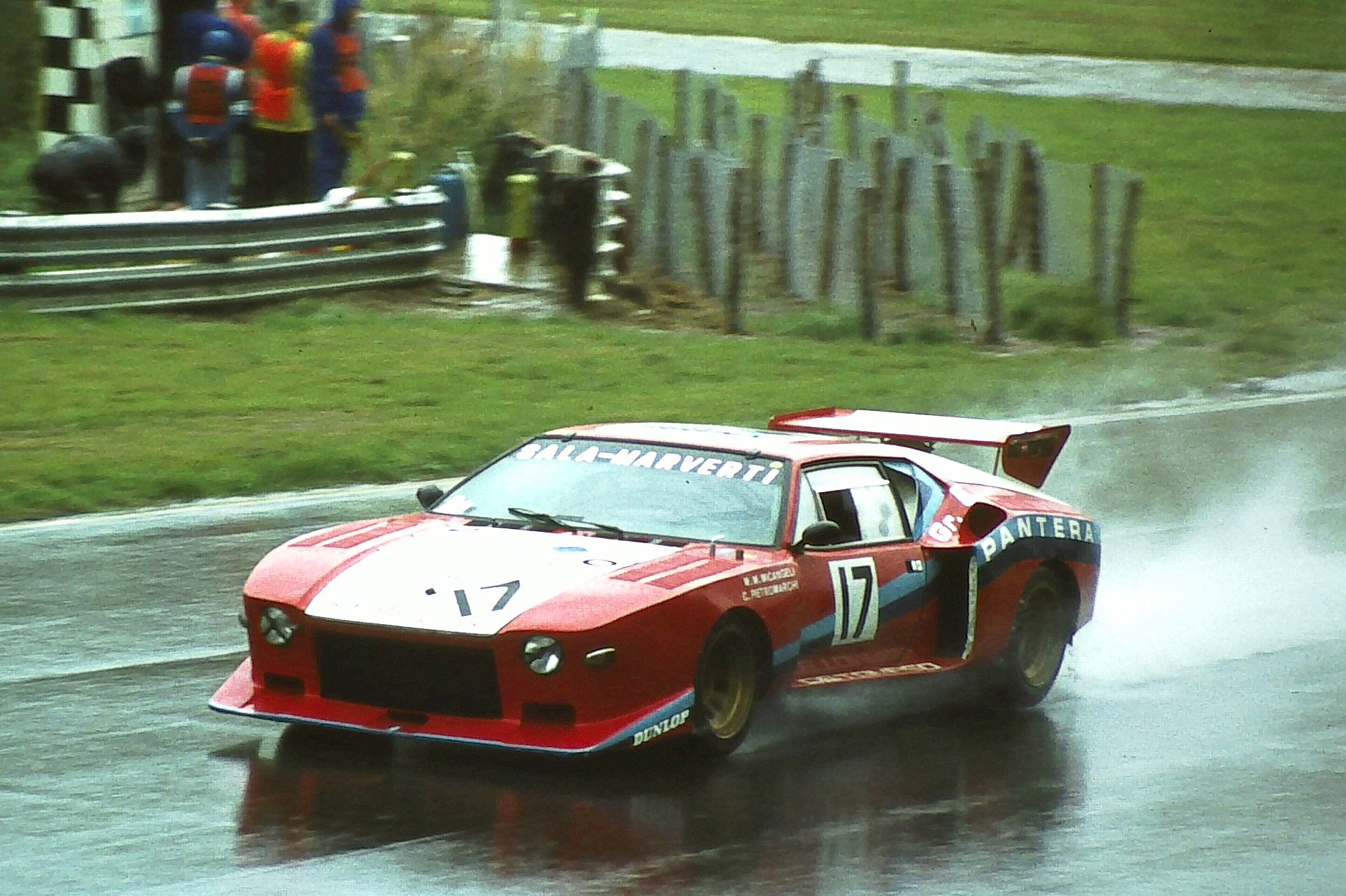
Der von Carlo Pietromarchi beim 6-Stunden-Rennen von Brands Hatch 1977 gefahrene De Tomaso Pantera

Carlo Pietromarchi (* 27. März 1937 in Rom) ist ein ehemaliger italienischer Autorennfahrer.

## Karriere als Rennfahrer
Carlo Pietromarchi begann seine Karriere zu Beginn der 1960er-Jahre im italienischen GT-Sport. Ab Mitte der 1970er-Jahre wurde er zum regelmäßigen Starter bei Rennen der Sportwagen-Weltmeisterschaft. Sein größter Erfolg in dieser Meisterschaft war der dritte Rang beim 6-Stunden-Rennen von Vallelunga 1977. 14 Jahre später, nachdem er sechs Jahre keine Rennen mehr gefahren hatte, konnte er bei seinem letzten Start diese Veranstaltung mit einem Gesamtsieg beenden.
1979 bestritt er sein einziges 24-Stunden-Rennen von Le Mans. Mangels ausreichend zurückgelegter Distanz wurde der De Tomaso Pantera, den er gemeinsam mit Gianfranco Brancatelli und Maurizio Micangeli fuhr, nicht klassiert.

## Statistik

### Le-Mans-Ergebnisse
| Jahr | Team               | Fahrzeug          | Teamkollege            | Teamkollege        | Platzierung     | Ausfallgrund |
| ---- | ------------------ | ----------------- | ---------------------- | ------------------ | --------------- | ------------ |
| 1979 | Carlo Pietromarchi | De Tomaso Pantera | Gianfranco Brancatelli | Maurizio Micangeli | nicht klassiert |              |

### Einzelergebnisse in der Sportwagen-Weltmeisterschaft
| Saison | Team                            | Rennwagen         | 1   | 2   | 3   | 4   | 5   | 6   | 7   | 8   | 9   | 10  | 11  | 12  | 13  | 14  | 15  | 16  | 17  |
| ------ | ------------------------------- | ----------------- | --- | --- | --- | --- | --- | --- | --- | --- | --- | --- | --- | --- | --- | --- | --- | --- | --- |
| 1966   | Settecolli                      | Lancia Fulvia     | DAY | SEB | MON | TAR | SPA | NÜR | LEM | MUG | CCE | HOK | SIM | NÜR | ZEL |     |     |     |     |
| 1966   | Settecolli                      | Lancia Fulvia     | 33  |     |     |     |     |     |     |     |     |     |     |     |     |     |     |     |     |
| 1973   | Carlo Pietromarchi              | De Tomaso Pantera | DAY | VAL | DIJ | MON | SPA | TAR | NÜR | LEM | ZEL | WAT |     |     |     |     |     |     |     |
| 1973   | Carlo Pietromarchi              | De Tomaso Pantera |     |     | DNF |     |     |     |     |     |     |     |     |     |     |     |     |     |     |
| 1976   | Scuderia Brescia Corse          | De Tomaso Pantera | MUG | VAL | NÜR | MON | SIL | IMO | NÜR | ZEL | PER | WAT | MOS | DIJ | DIJ | SAL |     |     |     |
| 1976   | Scuderia Brescia Corse          | De Tomaso Pantera |     | 9   |     |     |     |     | 22  | 8   |     |     |     |     |     |     |     |     |     |
| 1977   | Maurizio Micangeli              | De Tomaso Pantera | DAY | MUG | DIJ | MON | SIL | NÜR | VAL | PER | WAT | EST | LEC | MOS | IMO | SAL | BRH | HOK | VAL |
| 1977   | Maurizio Micangeli              | De Tomaso Pantera |     | DNF |     |     |     |     |     |     |     |     |     |     |     |     | 14  |     | 3   |
| 1978   | Maurizio Micangeli Guido Monaci | De Tomaso Pantera | DAY | SEB | MUG | TAL | DIJ | SIL | NÜR | LEM | MIS | DAY | WAT | VAL | ROD |     |     |     |     |
| 1978   | Maurizio Micangeli Guido Monaci | De Tomaso Pantera |     |     | 8   |     |     |     | 13  |     |     |     |     | DNF |     |     |     |     |     |
| 1979   | Carlo Pietromarchi              | De Tomaso Pantera | DAY | SEB | MUG | TAL | DIJ | RIV | SIL | NÜR | LEM | PER | DAY | WAT | SPA | BRH | ROA | VAL | ELS |
| 1979   | Carlo Pietromarchi              | De Tomaso Pantera |     |     | 7   |     |     |     |     |     | DNF | DNF |     |     |     |     |     | DNF |     |
| 1980   | William Sala Maurizio Micangeli | De Tomaso Pantera | DAY | BRH | SEB | MUG | MON | RIV | SIL | NÜR | LEM | DAY | WAT | SPA | MOS | ROA | VAL | DIJ |     |
| 1980   | William Sala Maurizio Micangeli | De Tomaso Pantera |     |     |     |     | DNF |     |     |     |     |     |     |     |     |     | DNF |     |     |